# Cissus glandulosa
Cissus glandulosa là một loài thực vật hai lá mầm trong họ Nho. Loài này được J.F.Gmel. miêu tả khoa học đầu tiên năm 1791.